# نادي أطلس
نادي أطلس الرياضي (بالإسبانية: Atlas Fútbol Club)‏ نادي كرة قدم مكسيكي، وهو أحد الفرق الثلاث التي تلعب في مدينة غوادالاخارا المكسيكية، مع نادي غوادالاخارا ونادي جامعة غوادالاخارا في الدوري المكسيكي الممتاز. يلعب نادي أطلس مبارياته في ملعب خاليسكو في غوادالاخارا.
أسس النادي في 15 أغسطس، 1916 في مدينة غوادالاخار، وسُمي أطلس نسبةً إلى إله الميثولوجيا الإغريقي. حقق النادي تسعة بطولات محلية: لقب الدوري المكسيكي الممتاز (1950-51)، 4 ألقاب كأس المكسيك (1945-46، 1949-50، 1961-62، 1967-68)، 4 ألقاب بطل الأبطال (1946، 1950، 1951، 1960).

## ملعب خاليسكو

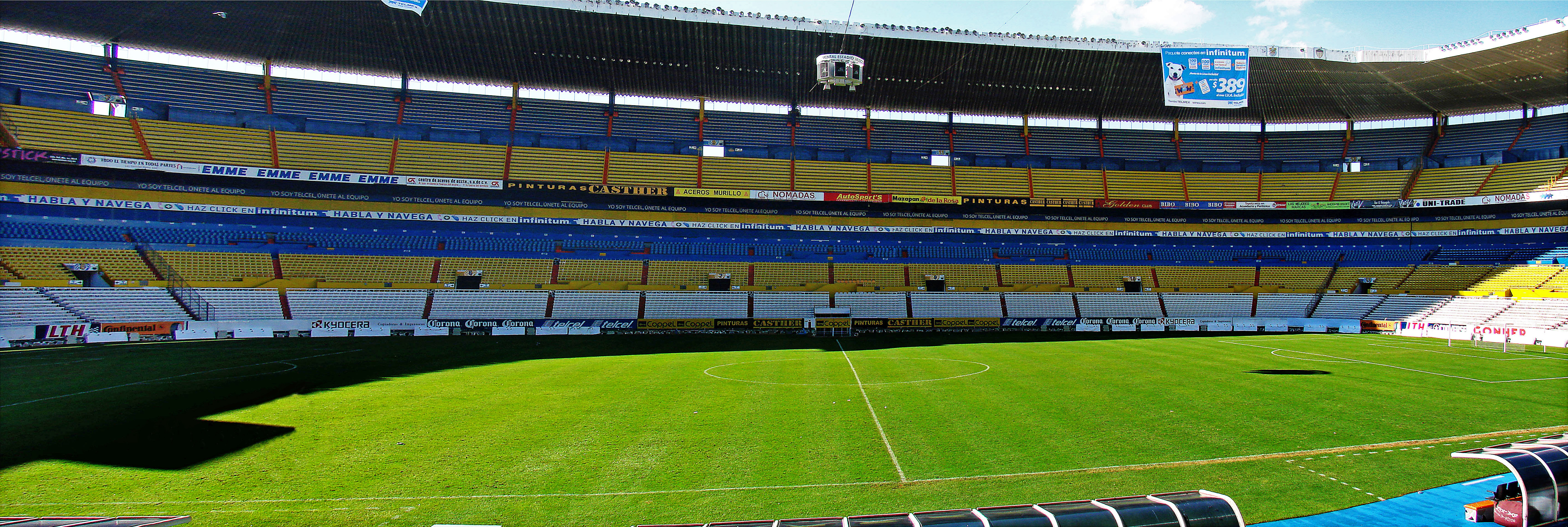
ملعب خاليسكو.

يلعب نادي أطلس مبارياتهُ في ملعب خاليسكو الذي يُعد ثالث أكبر ملعب في المكسيك، شُيد في 31 يناير، 1960 و يتسع لأربعة وخمسين ألف مشجع. استضاف الملعب عدة مباريات دولية تاريخية، حيث استضاف 8 مباريات من نهائيات كأس العالم لكرة القدم عام 1970، 6 منهم كانت مباريات دور المجموعات، ومباريتين من الدور النصف النهائي. و استضاف بعدها 9 مباريات من نهائيات كأس العالم عام 1986، 6 منها كانت مباريات دور المجموعات، ومباراة واحدة من دور الستة عشر، مباريتين من الدور النصف النهائي.

## أكاديمية النادي
عرف نادي أطلس بنجاح أكاديميتهُ للشباب إذ تخرج منها العديد من اللاعبين الذين نجحوا في مسيرتهم محلياً ودولياً، خرجت الاكاديمية لاعبين محترفين شاركوا في تشكيلة المنتخب الوطني المكسيكي مثل:
- خاريد بورغيتي (مُعتزل)
- دانييل أوسورنو (مُعتزل)
- بافيل باردو (مُعتزل)
- أوزوالدو سانشيز (مُعتزل)
- رافاييل ماركيز ( نادي أطلس –  منتخب المكسيك)
- خوان كارلوس ميدينا ( نادي أطلس –  منتخب المكسيك)
- خورخي توريس نيلو (أونال –  منتخب المكسيك)
- أندريس غواردادو ( نادي آيندهوفن –  منتخب هولندا)

## اللاعبون

### التشكيلة الأساسية
اعتبارًا من 1 يوليو 2022
ملاحظة: تشير الأعلام إلى المنتخب الوطني على النحو المحدد في قواعد الأهلية للفيفا. قد يحمل اللاعبون أكثر من جنسية واحدة غير تابعة للفيفا.
| الرقم | البلد     | المركز | اللاعب                  |
| ----- | --------- | ------ | ----------------------- |
| 1     | المكسيك   | حارس   | خوسيه سانتياغو هرنانديز |
| 2     | الأرجنتين | مدافع  | هوغو نيرفو              |
| 3     | المكسيك   | مدافع  | إيديكل دومينغيز         |
| 4     | المكسيك   | مدافع  | خوسيه أبيلا             |
| 5     | بيرو      | مدافع  | أندرسون سانتاماريا      |
| 6     | المكسيك   | وسط    | إدغار زالديفار          |
| 7     | المكسيك   | وسط    | جوناثان هيريرا          |
| 8     | الإكوادور | مدافع  | أنيبال شالا             |
| 9     | الأرجنتين | مهاجم  | خوليو فورش              |
| 10    | بيرو      | وسط    | إديسون فلوريس           |
| 11    | كولومبيا  | مهاجم  | مايرو مانوتاس           |
| 12    | كولومبيا  | حارس   | كاميلو فارغاس           |

| الرقم | البلد      | المركز | اللاعب                                |
| ----- | ---------- | ------ | ------------------------------------- |
| 13    | المكسيك    | مدافع  | غادي أغيري                            |
| 14    | المكسيك    | مدافع  | لويس ريكاردو رييس                     |
| 15    | المكسيك    | مدافع  | دييغو باربوسا                         |
| 18    | المكسيك    | وسط    | أنخيل ماركيز                          |
| 19    | المكسيك    | وسط    | إديرث أورتيغا                         |
| 20    | المكسيك    | مهاجم  | ألبرتو أوسيخو (معار من سانتوس لاغونا) |
| 22    | المكسيك    | حارس   | أنطونيو سانشيز                        |
| 23    | المكسيك    | مدافع  | خيسوس أليخاندرو غوميز                 |
| 26    | المكسيك    | وسط    | ألدو روتشا ()                         |
| 28    | المكسيك    | مهاجم  | كريستوفر تريخو                        |
| 33    | كولومبيا   | مهاجم  | خوليان كينيونيس                       |
| —     | الأوروغواي | وسط    | بريان لوزانو                          |

### اللاعبون المعارون
| الرقم | البلد   | المركز | اللاعب                            |
| ----- | ------- | ------ | --------------------------------- |
| —     | المكسيك | حارس   | كريستوفر أندرادي (إلى كانكون)     |
| —     | المكسيك | مدافع  | سيباستيان ميدينا (إلى تيباتيتلان) |
| —     | المكسيك | مدافع  | برايتون فاسكيز (إلى تيباتيتلان)   |

| الرقم | البلد   | المركز | اللاعب                                |
| ----- | ------- | ------ | ------------------------------------- |
| —     | المكسيك | وسط    | روبرتو كارلوس (إلى لوس كابوس يونايتد) |
| —     | المكسيك | وسط    | خوسيه ماركيز (إلى تيباتيتلان)         |

## الملابس والشركات الراعية
الملابس الحالية للفريق من تصنعها شركة بوما الألمانية للملابس الرياضية، وتظهر علامة شركة بريجستون الأمريكية لإطارات السيارات، وعلامة قناة أزتيكا التلفزيونية على ملابس الفريق.

### الملابس الحالية
| الطقم الأساسي | الطقم الإحتياطي | الطقم الثالث |

## إنجازات النادي
- الدوري المكسيكي الممتاز:

لقب الدوري (1): 1950–51
مركز ثاني (3): 1948–49، 1965–66، صيف 1999
- كأس المكسيك:

لقب البطولة (4): 1945–46، 1949–50، 1961–62، 1967–67